# Constanza Silva
Constanza Silva Aguayo es una modelo chilena. En 2006 fue elegida Miss Mundo Chile, bajo la organización de Ricardo Güiraldes y Chileancharm. Representó a Chile en Miss Mundo 2006, que fue ganado por Tatana Kucharova de República Checa.
Actualmente es una reconocida modelo de la agencia Elite, que ha participado en campañas publicitarias en Asia y en desfiles de importantes diseñadores como John Galliano en Bangkok Fashion Week.